# Division 2 1979/80
Die Division 2 1979/80 war die 41. Austragung der zweithöchsten französischen Fußballliga. Es handelte sich seit 1970 um eine offene Meisterschaft mit Profis und Amateuren. Gespielt wurde vom 10. August 1979 bis zum 21. Mai 1980; von Mitte Dezember bis Mitte Januar gab es eine Winterpause.
Zweitligameister wurde die AJ Auxerre.

## Vereine
Teilnahmeberechtigt waren die 28 Vereine, die nach der vorangegangenen Spielzeit weder in die erste Division auf- noch in die dritte Liga (National) abgestiegen waren; dazu kamen zwei Erstligaabsteiger und sechs Aufsteiger aus der National. Diese 36 Teilnehmer spielten in zwei überwiegend nach regionalen Gesichtspunkten eingeteilten Gruppen (eine mit Mannschaften aus dem Norden und Westen sowie eine mit Teams aus dem Süden und Osten).
Somit spielten in dieser Saison folgende Mannschaften um die Meisterschaft der Division 2:
- Gruppe A: US Dunkerque, Aufsteiger US Nœux-les-Mines, Absteiger Stade Reims, EAC Chaumont, Racing Club Franc-Comtois Besançon, Aufsteiger Le Havre AC, FC Rouen, Amicale Lucé, US Orléans, AAJ Blois, Aufsteiger UES Montmorillon, Stade Rennes, EA Guingamp, Stade Quimper, FC Tours, LB Châteauroux, FC Limoges, AS Angoulême
- Gruppe B: EDS Montluçon, Aufsteiger FC Thionville, FC Mulhouse, Absteiger Paris FC, AJ Auxerre, SR Saint-Dié, Aufsteiger US Tavaux-Damparis, FC Gueugnon, Aufsteiger CS Thonon, der umbenannte Toulouse FC, AS Béziers, Olympique Alès, Montpellier La Paillade SC, Olympique Avignon, FC Martigues, SC Toulon, AS Cannes, Gazélec FC Ajaccio

Aufstiegsberechtigt waren nur noch die jeweiligen Gruppenersten. Dazu kam eine Relegation zwischen dem am schlechtesten platzierten Erstligisten, der nicht direkt abstieg, und dem besten, nicht direkt aufstiegsberechtigten Zweitligisten.

## Saisonverlauf
Jede Mannschaft trug gegen jeden Gruppengegner ein Hin- und ein Rückspiel aus, einmal vor eigenem Publikum und einmal auswärts. Es galt die Zwei-Punkte-Regel; bei Punktgleichheit gab die Tordifferenz den Ausschlag für die Platzierung. In Frankreich wird bei der Angabe des Punktverhältnisses ausschließlich die Zahl der Pluspunkte genannt; hier geschieht dies in der in Deutschland zu Zeiten der 2-Punkte-Regel üblichen Notation.
Mit dem FC Tours und der AJ Auxerre setzten sich zwei Mannschaften in ihrer jeweiligen Gruppe durch, die damit beide zum ersten Mal in ihrer Vereinsgeschichte in die höchste französische Liga aufstiegen. Während Tours seine bretonischen Hauptkonkurrenten aus Rennes und Guingamp relativ deutlich auf Abstand halten konnte, stand Auxerres Erfolg erst nach dem 34. Spieltag endgültig fest. Für Olympique Avignon war der Ausgang in der Gruppe B insofern besonders bitter, als seine Fußballer zum zweiten Mal nacheinander eine Saison als Zweitplatzierter abschlossen – und das erneut punktgleich mit dem Ersten und anschließend wiederum als in der Aufstiegsrelegation gescheiterte Elf. Während die beiden Erstligaabsteiger der vorangehenden Spielzeit diese Saison jeweils nur einen oberen Mittelfeldrang in der Abschlusstabelle erreichten, machten die sechs Aufsteiger erneut positiv von sich reden: Thonon, Nœux und Le Havre spielten lange sogar um den Aufstieg mit, und am Ende musste keiner der Neulinge absteigen, wenn auch im Falle Montmorillons erst dank eines Verzichts: die AS Pierrots Vauban Strasbourg, obwohl, sportlich qualifiziert, lehnte es ab, aufzusteigen, wodurch Montmorillon seinen Platz in der zweiten Division behielt. Statistisch blieb von dieser Saison noch der Rekord an unentschiedenen Spielausgängen, die Angoulême in mehr als der Hälfte seiner Punktspiele (18 Mal) erreichte.
In den 612 Begegnungen wurden 1.535 Treffer erzielt;  das entspricht einem Mittelwert von 2,51 Toren je Spiel. Erfolgreichste Torschützen waren in Gruppe A gemeinsam mit je 16 Treffern Bernard Ferrigno aus Tours und Alain Polaniok aus Reims. Auch in Gruppe B gab es mit Robert Pintenat (Toulouse) und Jacques Vergnes (Montpellier) zwei Spieler mit der gleichen Trefferzahl; diese beiden erzielten je 19 Tore und gewannen somit die Liga-Torjägerkrone. Zur folgenden Spielzeit kamen mit Olympique Marseille und Stade Brest zwei Absteiger aus der Division 1 hinzu. Aus der dritthöchsten Liga stiegen fünf Mannschaften direkt auf: FC AS Grenoble, AS Libourne, AS Corbeil-Essonnes, SC Abbeville und SM Caen.

## Abschlusstabellen

### Gruppe A
| Pl. | Verein                | Sp. | S  | U  | N  | Tore    | Diff. | Punkte |
| --- | --------------------- | --- | -- | -- | -- | ------- | ----- | ------ |
| 1.  | FC Tours              | 34  | 22 | 7  | 5  | 059:260 | +33   | 51:17  |
| 2.  | Stade Rennes          | 34  | 20 | 6  | 8  | 060:300 | +30   | 46:22  |
| 3.  | EA Guingamp           | 34  | 19 | 8  | 7  | 053:360 | +17   | 46:22  |
| 4.  | Racing FC Besançon    | 34  | 14 | 11 | 9  | 053:390 | +14   | 39:29  |
| 5.  | US Nœux-les-Mines (N) | 34  | 16 | 7  | 11 | 045:350 | +10   | 39:29  |
| 6.  | Stade Reims (A)       | 34  | 14 | 11 | 9  | 041:350 | +6    | 39:29  |
| 7.  | Le Havre AC (N)       | 34  | 15 | 8  | 11 | 045:320 | +13   | 38:30  |
| 8.  | FC Rouen              | 34  | 16 | 6  | 12 | 044:360 | +8    | 38:30  |
| 9.  | AS Angoulême          | 34  | 9  | 18 | 7  | 038:240 | +14   | 36:32  |
| 10. | US Dunkerque          | 34  | 11 | 9  | 14 | 039:380 | +1    | 31:37  |
| 11. | US Orléans            | 34  | 9  | 12 | 13 | 034:440 | −10   | 30:38  |
| 12. | Stade Quimper         | 34  | 11 | 7  | 16 | 038:540 | −16   | 29:39  |
| 13. | AAJ Blois             | 34  | 9  | 9  | 16 | 028:500 | −22   | 27:41  |
| 14. | LB Châteauroux        | 34  | 8  | 10 | 16 | 042:550 | −13   | 26:42  |
| 15. | FC Limoges            | 34  | 8  | 10 | 16 | 030:440 | −14   | 26:42  |
| 16. | UES Montmorillon (N)  | 34  | 8  | 10 | 16 | 037:580 | −21   | 26:42  |
| 17. | Amicale Lucé          | 34  | 8  | 7  | 19 | 030:620 | −32   | 23:45  |
| 18. | EAC Chaumont          | 34  | 7  | 8  | 19 | 035:530 | −18   | 22:46  |

Platzierungskriterien: 1. Punkte – 2. Tordifferenz – 3. geschossene Tore

| (A) | Absteiger aus der Division 1 1978/79 |
| (N) | Neuaufsteiger                        |

### Gruppe B
| Pl. | Verein                     | Sp. | S  | U  | N  | Tore    | Diff. | Punkte |
| --- | -------------------------- | --- | -- | -- | -- | ------- | ----- | ------ |
| 1.  | AJ Auxerre                 | 34  | 16 | 12 | 6  | 054:300 | +24   | 44:24  |
| 2.  | Olympique Avignon          | 34  | 20 | 4  | 10 | 054:410 | +13   | 44:24  |
| 3.  | AS Cannes                  | 34  | 15 | 10 | 9  | 054:360 | +18   | 40:28  |
| 4.  | CS Thonon (N)              | 34  | 14 | 11 | 9  | 047:370 | +10   | 39:29  |
| 5.  | FC Gueugnon                | 34  | 12 | 13 | 9  | 054:370 | +17   | 37:31  |
| 6.  | Toulouse FC                | 34  | 14 | 9  | 11 | 047:340 | +13   | 37:31  |
| 7.  | Paris FC (A)               | 34  | 11 | 15 | 8  | 041:340 | +7    | 37:31  |
| 8.  | Montpellier La Paillade SC | 34  | 14 | 8  | 12 | 055:420 | +13   | 36:32  |
| 9.  | AS Béziers                 | 34  | 14 | 8  | 12 | 042:370 | +5    | 36:32  |
| 10. | FC Martigues               | 34  | 11 | 13 | 10 | 043:410 | +2    | 35:33  |
| 11. | FC Thionville (N)          | 34  | 10 | 11 | 13 | 038:490 | −11   | 31:37  |
| 12. | EDS Montluçon              | 34  | 9  | 12 | 13 | 034:400 | −6    | 30:38  |
| 13. | Gazélec FC Ajaccio         | 34  | 9  | 12 | 13 | 036:560 | −20   | 30:38  |
| 14. | US Tavaux-Damparis (N)     | 34  | 11 | 7  | 16 | 038:540 | −16   | 29:39  |
| 15. | SR Saint-Dié               | 34  | 9  | 10 | 15 | 040:630 | −23   | 28:40  |
| 16. | FC Mulhouse                | 34  | 8  | 11 | 15 | 034:450 | −11   | 27:41  |
| 17. | SC Toulon                  | 34  | 8  | 11 | 15 | 036:480 | −12   | 27:41  |
| 18. | Olympique Alès             | 34  | 8  | 9  | 17 | 037:600 | −23   | 25:43  |

Platzierungskriterien: 1. Punkte – 2. Tordifferenz – 3. geschossene Tore

| (A) | Absteiger aus der Division 1 1978/79 |
| (N) | Neuaufsteiger                        |

## Ermittlung des Meisters
Die beiden Gruppensieger trafen in Hin- und Rückspiel aufeinander, um den diesjährigen Meister der Division 2 zu ermitteln. Dabei setzte sich Auxerre vor eigenem Publikum mit 4:0 durch, so dass die anschließende 0:1-Niederlage in Tours nichts am Gewinn des Meistertitels für die Burgunder änderte.
| Gruppe B   | Gesamt | Gruppe A | Hinspiel | Rückspiel |
| ---------- | ------ | -------- | -------- | --------- |
| AJ Auxerre | 4:1    | FC Tours | 4:0      | 0:1       |

## Relegation
Nach dem gleichen Modus kämpften die beiden Gruppenzweiten darum, wer von ihnen gegen den Erstliga-18. Olympique Lyon um einen weiteren Aufstiegsplatz in die höchste Spielklasse spielen durfte. Hierbei setzte sich Avignon mit 3:2 und 0:0 gegen Rennes durch. Auch gegen Lyon gewann Avignon sein Heimspiel (4:2), hatte aber das erste Spiel mit 0:6 verloren und verblieb so in der zweiten Liga.
| Gruppe B          | Gesamt | Gruppe A     | Hinspiel | Rückspiel |
| ----------------- | ------ | ------------ | -------- | --------- |
| Olympique Avignon | 3:2    | Stade Rennes | 3:2      | 0:0       |

| Division 1     | Gesamt | Division 2        | Hinspiel | Rückspiel |
| -------------- | ------ | ----------------- | -------- | --------- |
| Olympique Lyon | 8:4    | Olympique Avignon | 6:0      | 2:4       |